# Янушковичі (Логойський район)
Янушковичі — (біл. вёска Янушковічы), село (веска) в складі Логойського району розташоване в Мінській області Білорусі, є адміністративним центром Янушковицької сільської ради.
Село Янушковичі розташоване в центральних районах Білорусі, в північній частині Мінської області - орієнтовне розташування [Архівовано 25 грудня 2018 у Wayback Machine.].